# آسترید کومبرنوس
آسترید کومبرنوس (آلمانی: Astrid Kumbernuss؛ زادهٔ ۵ فوریهٔ ۱۹۷۰) پرتاب‌گر وزنه اهل آلمان بود.
از افتخارات وی میتوان به کسب مدال طلا پرتاب وزنه در بازی‌های المپیک تابستانی ۱۹۹۶ اشاره کرد.